# Mt'
Mt'（ミット、1985年8月12日 - ）は日本のラッパー、ボーカリスト、ギタリスト、作詞家、作曲家、編曲家である。日本のヒップホップグループWAYZ、FAITH OF ATHEISTのメンバー、パンク・ロックバンドNATIVE×MUSTANG×FuLLNELSON.のリーダーである。

## 略歴
2007年9月21日を皮切りに10-FEET、RIZE、ACIDMANの3バンドによって開催された全国6都市を回るスプリットツアーTrinity Tripにて3組からの直接の指名により9月30日Zepp大阪、10月1日Zepp名古屋、10月10日ツアーファイナルとなるZepp東京の計3カ所のオープニングアクトを務める。また、ツアーファイナルの模様はMUSIC ON! TVにて全国に生中継された。12月15日、NHK教育テレビジョン「一期一会 キミにききたい!」 に出演。価値観が“対極”の若者2人の出会いを描くという番組にてメインキャストの1人に抜擢。
2011年7月7日、Mt'、心之助、ES-PLANT、Yulyと4MC ヒップホップクルーWAYZを結成。8月6日、渋谷ASIAにて心之助率いるダンスボーカルラップユニットSQUAREHOOD初のワンマンライブが開催され、心之助の呼び込みによりWAYZとして初LIVEを披露。
2015年12月29日、年末のZepp DiverCity TOKYOで開催されたGALETTeのワンマンライブにてギター演奏に関する全てのディレクションをMt'が務める。
2016年4月24日、第71回 文化庁芸術祭賞テレビ・ドラマ部門大賞、第33回 ATP賞テレビグランプリ最優秀賞（ドラマ部門）を受賞したドラマ「奇跡の人」に出演。
2019年3月10日、Mt'1stシングル「glimpse」をデジタルリリース。
2019年5月25日、Mt'2ndシングル「クソWE DON'T CARE」をデジタルリリース。
2019年11月19日、エイベックス×ジークレストによるヒップホップメディアミックスプロジェクト「Paradox Live」が始動。人気声優扮する14人のラッパー4チームによる幻影ステージバトルの開催が発表され、その中の1チームである悪漢奴等（翠石依織（CV.近藤孝行）、雅邦善（CV.志麻）、征木北斎（CV.土岐隼一）、円山玲央（CV.矢野奨吾）、伊藤紗月（CV.畠中祐））の楽曲への作詞家に抜擢。
2019年12月31日、Mt'とCHILLCAT THE BASTETの2人から構成されたハイスペックイデオロギー集団FAITH OF ATHEISTを結成。
2020年1月29日、「Paradox Live Opening Show」 リリース直前としてAbemaTVにて特番が生放送された。同番組内で4チームそれぞれがハッシュタグを決め、Twitterにてファンが応援するチームのハッシュタグをツイートするバトル形式のコンテンツを開催。悪漢奴等はMt'作詞の歌詞の一部をハッシュタグに用いた。そのハッシュタグがTwitter世界トレンドの16位にトレンド入りをし、番組内ハッシュタグバトルにおいても悪漢奴等が勝利した。
2020年2月9日、disk unionセカンドハンズ店が対談形式のトークセッションを開催、メインモデレーターの一人としてMt'が選出。ケリー隆介と共に“ミクスチャー2.0年代〜ロックとヒップホップはポップスになり得るのか?〜”というテーマでトークセッションを行う。
2020年2月12日、Mt'が作詞を務めた楽曲「BAD BOYZ -悪漢奴等 Underground-」が収録されたCD「Paradox Live Opening Show」リリース。オリコン週間 シングルランキング6位にチャートイン。
2020年3月25日、FAITH OF ATHEIST 1stシングル「lockdown」をデジタルリリース。
2020年5月7日、MV「lockdown」公開。5月8日、Mt'が作詞を務めた楽曲「OUTSIDERZ -悪漢奴等 is Justice-」が収録されたCD「Paradox Live Stage Battle "JUSTICE"」がリリース。オリコン週間 シングルランキング4位にチャートイン。
2020年8月31日、アニメやゲームにまつわる“音楽”を切り口に作品を読み解くアニメ雑誌「LisOeuf♪ vol.18」にてParadox Live内のグループ悪漢奴等の歌詞について作詞を手掛けるMt'と心之助のインタビュー記事が掲載。
2020年9月2日、Mt'が作詞を務めた楽曲「CALL FOR FAMILIEZ -悪漢奴等 is Forever-」が収録されたCD「Paradox Live Stage Battle "FAMILY"」がリリース。オリコン週間 シングルランキング10位にチャートイン。
2020年10月29日、アニメやゲームにまつわる“音楽”を切り口に作品を読み解くアニメ雑誌「LisOeuf♪ vol.19」にてParadox Live内のグループ悪漢奴等の作詞を手掛けるMt'と心之助が新たに倖田來未を迎えてのコラボ楽曲の制作の裏側を語ったインタビュー記事が掲載。
2020年11月25日、Mt'が作詞を務めた楽曲「REBELION -悪漢奴等 is still Burning-」が収録されたCD「Paradox Live Exhibition Show」が全4形式でリリース。オリコン週間 アルバムランキング12位にチャートイン。
2020年11月25日、Mt'が作詞を務めた楽曲「EMPEROR -WE ON FIRE-(feat.倖田來未)」が収録されたCD「Paradox Live Exhibition Show -悪漢奴等-」がリリース。オリコン週間 アルバムランキング12位にチャートイン。
2021年2月24日、Mt'が作詞を務めた楽曲「ROWDIEZ -悪漢奴等 Wanted Vibes-」が収録されたCD「Paradox Live Stage Battle "VIBES"」がリリース。3月31日、Mt'がこれまでに作詞を務めた「BAD BOYZ -悪漢奴等 Underground-」、「OUTSIDERZ -悪漢奴等 is Justice-」、「CALL FOR FAMILIEZ -悪漢奴等 is Forever-」に加え、新たに歌詞提供をした「A.K.Y.R -悪漢奴等 Go over da TRAP-」、「Rap Guerrilla -Paradox Live All ARTISTS-」が収録された「Paradox Live 1st album "TRAP"」がリリース。オリコン週間 アルバムランキング9位にチャートイン。
2021年6月30日、Mt'を中心とする仲間複数でストリートアパレルブランド「10billion bison」を設立。
2021年7月21日、Mt'がこれまでに作詞を務めた「REBELION -悪漢奴等 is still Burning-」、「ROWDIEZ -悪漢奴等 Wanted Vibes-」が収録された「Paradox Live 2nd album "LIVE"」がリリース。オリコン週間 アルバムランキング15位にチャートイン。
2021年9月29日、「Paradox Live」がファンからの投票を基にこれまでのチーム間の垣根を越えた「Paradox Live Shuffle Team Show Vol.1」をリリース。Mt'がアルバム内に収録されたCLUB CANDY（アン・フォークナー（CV.96猫）、翠石依織（CV.近藤孝行）、雅邦善（CV.志麻）、伊藤紗月（CV.畠中祐））の楽曲「ギラギラCANDY NIGHT」の作詞を手掛ける。オリコン週間 アルバムランキング24位にチャートイン。
2021年10月27日、「Paradox Live」がファンからの投票を基にこれまでのチーム間の垣根を越えた「Paradox Live Shuffle Team Show Vol.2」をリリース。Mt'がアルバム内に収録された北斎withあかんキャッツら（棗リュウ（CV.花江夏樹）、闇堂四季（CV.寺島惇太）、征木北斎（CV.土岐隼一）、円山玲央（CV.矢野奨吾））の楽曲「CHILLIN’」の作詞を手掛ける。オリコン週間 アルバムランキング24位にチャートイン。
2022年3月30日、Mt'が作詞を務めた楽曲「TURN IT UP!!!!!! -悪漢 SOUL FEVER-」が収録されたCD「Paradox Live Opening Show-Road to Legend-」がリリース。オリコン週間 アルバムランキング10位にチャートイン。
2022年5月7日、Mt'が作詞,作曲,編曲を務めた書き下ろし楽曲「NEVER LET YOU DOWN」が収録された浦島坂田船のメンバー志麻の3rdアルバム「ミチシルベ」がリリース。
2022年7月1日、Mt'を中心として立ち上げられたストリートアパレルブランド「10billion bison」がEAのバトルロイヤル型FPS「Apex Legends」の世界最高峰を決める公式大会「Apex Legends Global Series 2022 Championship」に出場するeスポーツプロゲーミングチーム「ORTHROS」の代表選手ユニフォームを手掛ける。
2022年7月6日、Mt'を中心として立ち上げられたストリートアパレルブランド「10billion bison」がeスポーツプロゲーミングチーム「ORTHROS」へのスポンサー契約締結を発表。
2022年8月9日、「アニメディア 9月号」にてParadox Live内のグループ悪漢奴等の歌詞について作詞を手掛けるMt'と心之助のインタビュー記事が掲載。
2022年8月27日,28日と株式会社CyberZ,エイベックス・エンタテインメント,テレビ朝日の3社が運営する国内最大級のeスポーツエンターテインメント「RAGE」の主催により幕張メッセ国際展示場9-10-11ホールにて2日間で約2万人規模で開催された大型有観客イベント「RAGE APEX LEGENDS -2022 summer- 」。日本を代表するApex LegendsのトップストリーマーやApex Legends Global Seriesで活躍した代表選手、プロゲーミングチームが集う祭典でMt'がディレクターを務める「10billion bison」がストリートウェアブランドとして唯一の出展を果たす。
2022年8月31日、Mt'が作詞を務めた楽曲「大火傷 -License To Kill-」が収録されたCD「Paradox Live -Road to Legend- Round1 “RAGE"」がリリース。オリコン週間 アルバムランキング12位にチャートイン。
2022年9月9日、Mt'が作詞を務めている「Paradox Live」の公式YouTubeチャンネルにてバトル開幕を記念し、Mt'のインタビューが収録された楽曲制作の裏側に迫るスペシャルコンテンツ「密着!! Paradox Live」が公開。
2022年10月19日、Mt'が編曲を務めた「眠れないのはアイツのせい[通称:ネムイツ]」の1st single「REAL LOCAL JC LIFE」がリリース。2022年11月25日、浦島坂田船のメンバー志麻,あほの坂田。による2人組ユニット「しまさか」に楽曲提供をした事を発表。同日Mt'が作詞,作曲,編曲を務めた書き下ろし楽曲「RED」がYouTubeにて公開。また、12月1日からZepp Namba(OSAKA)、Zepp Fukuoka、Zepp DiverCity(TOKYO)、SENDAI GIGSを回るZeppツアー「しまさかバースデーライブ2022」のメインテーマに今楽曲が抜擢。
2022年12月2日、Mt'がWEGOのオリジナルウェアラインであるWELLYの2022A/Wプロモーション楽曲を手掛ける。
2023年2月1日、Mt'が作詞を務めた楽曲「Rap Guerrilla Reload -Paradox Live All ARTISTS-」が収録された「Paradox Live -Road to Legend- Consolation Match"SHOWDOWN"」がリリース。オリコンデイリー アルバムランキング10位にチャートイン。
2023年2月2日、Mt'が編曲を務めた「眠れないのはアイツのせい[通称:ネムイツ]」の1st single「REAL LOCAL JC LIFE」のOFFICIAL MUSIC VIDEOがYouTubeにて公開。
2023年2月22日、Mt'が編曲を務めた「眠れないのはアイツのせい[通称:ネムイツ]」の2nd single「グッナイムーンボーイ」がリリース。
2023年6月26日、Mt'が編曲を務めた「眠れないのはアイツのせい[通称:ネムイツ]」の2nd single「グッナイムーンボーイ」のOFFICIAL MUSIC VIDEOがYouTubeにて公開。(MVはこちら)
2023年6月28日、Mt'が作詞を務めた楽曲「喝采 -Leave It To Me-」が収録されたCD「Paradox Live -Road to Legend- Round2 “TRUST"」がリリース。オリコンデイリー シングルランキング12位にチャートイン。
2023年7月7日、Mt'が作詞を務めている「Paradox Live」の公式YouTubeチャンネルにて、悪漢奴等のリーダー翠石依織役を務める近藤孝行と作詞を手掛けるMt'、心之助のスペシャル対談動画「【Paradox Live】リーダー×ラッパー対談 -悪漢奴等編」が公開。
2023年7月10日、「アニメディア 8月号」にてParadox Live内のグループ悪漢奴等の歌詞について作詞を手掛けるMt'と心之助のインタビュー記事が掲載。
2023年8月5日、Mt'が友情出演をした心之助9TH EP「SCARLET」内収録曲「サヨナラロンリネス」のOFFICIAL MUSIC VIDEOがYouTubeにて公開。
2023年10月から12月の間、Mt'が作詞を務めている「Paradox Live」のテレビアニメ「Paradox Live THE ANIMATION」がTOKYO MXほかにて放送。
2023年12月8日、「アニメディア 1月号」にて 「Paradox Live THE ANIMATION」の放送を記念し作詞を手掛けるグループ悪漢奴等の歌詞についてMt'と心之助のインタビュー記事が掲載。
2023年12月27日、Mt'が編曲を務めた「眠れないのはアイツのせい[通称:ネムイツ]」の3rd single「Last Dance」がリリース。
2024年3月18日、Mt'が編曲を務めた「眠れないのはアイツのせい[通称:ネムイツ]」の7曲入り1st album「放課後BUZZ DREAM」がリリース。
2024年3月27日、Mt'がこれまでに作詞を務めた「TURN IT UP!!!!!! -悪漢 SOUL FEVER-」、「大火傷 -License To Kill-」、「喝采 -Leave It To Me-」に加え、新曲「悪漢太鼓 -This Is How We Roll-」が収録された3枚組CD「Paradox Live 3rd album "ANTHEM"」がリリース。オリコン週間 アルバムランキング9位にチャートイン。
2024年9月29日、Mt'が編曲プロデュースを務める「CHILLCAT THE BASTET」のsingle「Loud」がリリース。
2024年10月23日、Mt'が作詞を務めた楽曲「風林火山韻雷 -Bring It Back-」が収録されたCD「Paradox Live Opening Show -Battle of Unity- Unit R」がリリース。オリコン週間 アルバムランキング33位にチャートイン。
2024年11月29日より、Mt'が作詞を務めている「Paradox Live」の劇場版「Paradox Live Dope Show 2024 in CINEMA」が全国ロードショー。ScreenX、4DX、ULTRA4DXでも同時上映。
2025年5月28日、「Paradox Live」が29キャラから季節イメージで全4チームを編成した新たなシャッフル企画CD「Paradox Live Seasonal Show」がリリース。Mt'は夏をイメージしたteam Summerの楽曲「ビーチサイドZOO -team Summer-」から朱雀野 アレン（CV.梶原 岳人）、九頭竜 智生（CV.小野 賢章）、棗 リュウ（CV.花江 夏樹）、雅邦善（CV.志麻）の作詞を手掛ける。オリコン週間 アルバムランキング36位にチャートイン。

## 作品

### Mt' 配信シングル
|     | 発売日        | タイトル          |
| --- | ------------- | ----------------- |
| 1st | 2019年3月10日 | glimpse           |
| 2nd | 2019年5月25日 | クソWE DON'T CARE |

### FAITH OF ATHEIST 配信シングル
|     | 発売日        | タイトル |
| --- | ------------- | -------- |
| 1st | 2020年3月25日 | lockdown |

### WAYZ 1st Full Album
|     | 発売日       | タイトル | 曲順 |
| --- | ------------ | -------- | --- |
| 1st | 2016年3月6日 | TAKE OFF | 1. Your dream is my dream 2. Brand New Beginning 3. SWEEP OFF 4. WAYZ 5. New World 6. under the same sky 7. CORE 8. Life is beautiful 9. Don't forget 10. Kyokugen 11. Ready 12. Memory 13. Notice 14. FIX |

### WAYZ 配信シングル
|     | 発売日        | タイトル        |
| --- | ------------- | --------------- |
| 1st | 2012年3月     | We are WAYZ     |
| 2nd | 2015年8月23日 | Memory / DEEPin |
| 3rd | 2017年5月10日 | Ambience / YET  |

### WAYZ 配信ミニアルバム
|     | 発売日         | タイトル  | 曲順                                                                                            |
| --- | -------------- | --------- | ----------------------------------------------------------------------------------------------- |
| 1st | 2014年6月30日  | PASSPORT  | 1. We still fight 2. You are not alone 3. What is right 4. Face to myself 5. Don't forget       |
| 2nd | 2014年11月26日 | GATE      | 1. Your dream is my dream 2. HOW WE DO 3. CORE 4. Break yourself 5. under the same sky          |
| 3rd | 2015年12月5日  | GET READY | 1. Ready 2. SWEEP OFF 3. DEEPin 4. ydimd 5. Till the day... 6. Carry on 7. Notice 8. CORE REMIX |

### WAYZ 会場限定ミニアルバム
|     | 発売日        | タイトル | 曲順                                                                                                  |
| --- | ------------- | -------- | --- |
| 1st | 2014年1月19日 | RUNWAY   | 1. -Intro- 2. knock you down 3. CORE 4. Alive 5. still here 6. TOKYO 7. under the same sky 8. -Outro- |

### 楽曲提供
| 発売日         | アーティスト                                 | タイトル                                        |
| -------------- | -------------------------------------------- | ----------------------------------------------- |
| 2020年2月12日  | 悪漢奴等                                     | BAD BOYZ -悪漢奴等 Underground-                 |
| 2020年5月8日   | 悪漢奴等                                     | OUTSIDERZ -悪漢奴等 is Justice-                 |
| 2020年9月2日   | 悪漢奴等                                     | CALL FOR FAMILIEZ -悪漢奴等 is Forever-         |
| 2020年11月25日 | 悪漢奴等                                     | REBELION -悪漢奴等 is still Burning-            |
| 2020年11月25日 | 悪漢奴等 feat.倖田來未                       | EMPEROR -WE ON FIRE-                            |
| 2021年2月24日  | 悪漢奴等                                     | ROWDIEZ -悪漢奴等 Wanted Vibes-                 |
| 2021年3月31日  | 悪漢奴等                                     | A.K.Y.R -悪漢奴等 Go over da TRAP-              |
| 2021年3月31日  | BAE × The Cat’s Whiskers × cozmez × 悪漢奴等 | Rap Guerrilla -Paradox Live All ARTISTS-        |
| 2021年9月29日  | CLUB CANDY                                   | ギラギラCANDY NIGHT                             |
| 2021年10月27日 | 北斎withあかんキャッツら                     | CHILLIN’                                        |
| 2022年3月30日  | 悪漢奴等                                     | TURN IT UP!!!!!! -悪漢 SOUL FEVER-              |
| 2022年5月7日   | 志麻(浦島坂田船)                             | NEVER LET YOU DOWN                              |
| 2022年8月31日  | 悪漢奴等                                     | 大火傷 -License To Kill-                        |
| 2022年10月19日 | 眠れないのはアイツのせい                     | REAL LOCAL JC LIFE                              |
| 2022年11月25日 | しまさか(浦島坂田船)                         | RED                                             |
| 2023年2月1日   | Paradox Live All ARTISTS                     | Rap Guerrilla Reload -Paradox Live All ARTISTS- |
| 2023年2月22日  | 眠れないのはアイツのせい                     | グッナイムーンボーイ                            |
| 2023年6月28日  | 悪漢奴等                                     | 喝采 -Leave It To Me-                           |
| 2023年12月27日 | 眠れないのはアイツのせい                     | Last Dance                                      |
| 2024年3月18日  | 眠れないのはアイツのせい                     | Tota Tota Toteten (放課後BUZZ DREAM)            |
| 2024年3月18日  | 眠れないのはアイツのせい                     | タイトスケジュールギャル(放課後BUZZ DREAM)      |
| 2024年3月18日  | 眠れないのはアイツのせい                     | 海辺のストーリーテラー(放課後BUZZ DREAM)        |
| 2024年3月18日  | 眠れないのはアイツのせい                     | Mama? -Director's Edition-(放課後BUZZ DREAM)    |
| 2024年3月27日  | 悪漢奴等                                     | 悪漢太鼓 -This Is How We Roll-                  |
| 2024年9月29日  | CHILLCAT THE BASTET                          | Loud                                            |
| 2024年10月23日 | 悪漢奴等                                     | 風林火山韻雷 -Bring It Back-                    |

### ミュージック・ビデオ
- WAYZ/CORE - YouTube
- WAYZ/Your dream is my dream - YouTube
- WAYZ/under the same sky - YouTube
- WAYZ/Brand New Beginning - YouTube
- WAYZ/New World - YouTube
- FAITH OF ATHEIST/lockdown - YouTube